# Hugo Dürrenmatt
Hugo Dürrenmatt (24. Juni 1876 in Thun – 5. April 1957 in Bern) war ein Schweizer Jurist und Politiker.

## Leben
Dürrenmatt, der Sohn des Journalisten und Politikers Ulrich Dürrenmatt, studierte nach dem Schulbesuch in Herzogenbuchsee und dem Besuch des Freien Gymnasiums Bern Jus in Lausanne, München, Bern und Paris. 1898 erhielt er das Berner Fürsprecherpatent und den Dr. iur. 
Von 1901 bis 1920 hatte er ein Anwaltsbüro in Herzogenbuchsee, 1908 war er Redaktor an der Berner Volkszeitung. Von 1908 bis 1920 war er Berner Grossrat (konservativ-demokratische Fraktion, nach der Fusion Mitglied der Bauern-, Gewerbe- und Bürgerpartei). Von 1920 bis 1927 war er Präsident der kantonalen Steuerrekurskomm und von 1927 bis 1946 Regierungsrat (Armen- und Kirchendirektion, 1934 Justiz-, 1945 Finanzdirektion). 
Dürrenmatt bekannte sich zu einer christlich geprägten, konservativen Weltanschauung. Er verstand sich als Gegner des Freisinns, war aber keine streitbare Kämpfernatur wie sein Vater. Angelpunkt seines politischen Tuns im Dienst des Kanton Bern war der Gedanke der Gerechtigkeit für das Volksganze. Er setzte sich für den Nationalratsproporz, den Beitritt der Schweiz zum Völkerbund und das Frauenstimmrecht ein. Mit dem Kirchengesetz von 1945 tilgte er die letzten Spuren des Kulturkampfs und legte so den Grundstein für den konfessionellen Frieden im Kanton Bern.
Er war verheiratet mit Maria Kohler. Sein Sohn war der Historiker, Publizist und liberal-nationalkonservative Politiker Peter Dürrenmatt (1904–1989).